# カルチ
カルチ（伊: Calci）は、イタリア共和国トスカーナ州ピサ県にある、人口約6,300人の基礎自治体（コムーネ）。

## 地理

### 位置・広がり

#### 隣接コムーネ
隣接するコムーネは以下の通り。括弧内のLUはルッカ県所属を示す。
- ブーティ
- カパンノリ (LU)
- サン・ジュリアーノ・テルメ
- ヴィコピザーノ

### 気候分類・地震分類
カルチにおけるイタリアの気候分類 (it) および度日は、zona D, 1628 GGである。
また、イタリアの地震リスク階級 (it) では、zona 3 (sismicità bassa) に分類される。

## 行政

### 分離集落
カルチには、以下の分離集落（フラツィオーネ）がある。
- La Pieve (sede comunale), Castelmaggiore, Il Colle-Villa, Crespignano-La Corte-San Piero, La Gabella, Montemagno-San Lorenzo, Pontegrande-Sant'Andrea, Rezzano-Nicosia, Tre Colli, Monte Serra